# Mólniya 8K78

Mólniya (Relámpago) 8K78

Mólniya 8K78 (en ruso  "Молния"  y traducido al español «Relámpago») índice Grau 8K78.
Cohete soviético de cuatro etapas modificación del cohete R-7 Semyorka.
- Largo: 43 440 mm.
- Diámetro: 10 300 mm.
- Peso inicial: 305 000 kg.

Este derivado del original de tres etapas usado en el programa Vostok. Diseñado por el OKB-1 en 1959-1960. Fabricado por: TsSKB-Progress. El diseño y el motor de la tercera etapa (bloque "I") se basan en el diseño y el motor de la segunda etapa del misil militar R-9A (8K75). La construcción de la cuarta etapa Block "L" en la construcción de bloque "E" del  Vostok-L (8K72), pero el motor utilizado fue modificado, de ciclo cerrado y con la capacidad de funcionar en gravedad cero.
Fue especialmente diseñado al objeto de mandar sondas espaciales interplanetarias a la Luna, Marte y Venus. Se empleó para lanzar vehículos lunar Serie E-6 y E-6 ("Luna-4" - "Luna-14"), para la cual el sistema de control se modificó sustancialmente. También se empleó en el lanzamiento de satélites de comunicación "Mólniya" en órbita alta. Más tarde se empleó para lanzar satélites de alerta temprana (EWS) "Oko" a una órbita altamente sincrónica.
El primer lanzamiento de un cohete Molniya tuvo lugar el 10 de octubre de 1960 desde el cosmódromo de Baikonur. Y desde el cosmódromo de Plesetsk, el 19 de febrero de 1970. En total se realizaron 229 lanzamientos.
El 30 de septiembre de 2010 desde Plesetsk se realizó el último lanzamiento del cohete Molniya-M. 